# クォーター・パネル

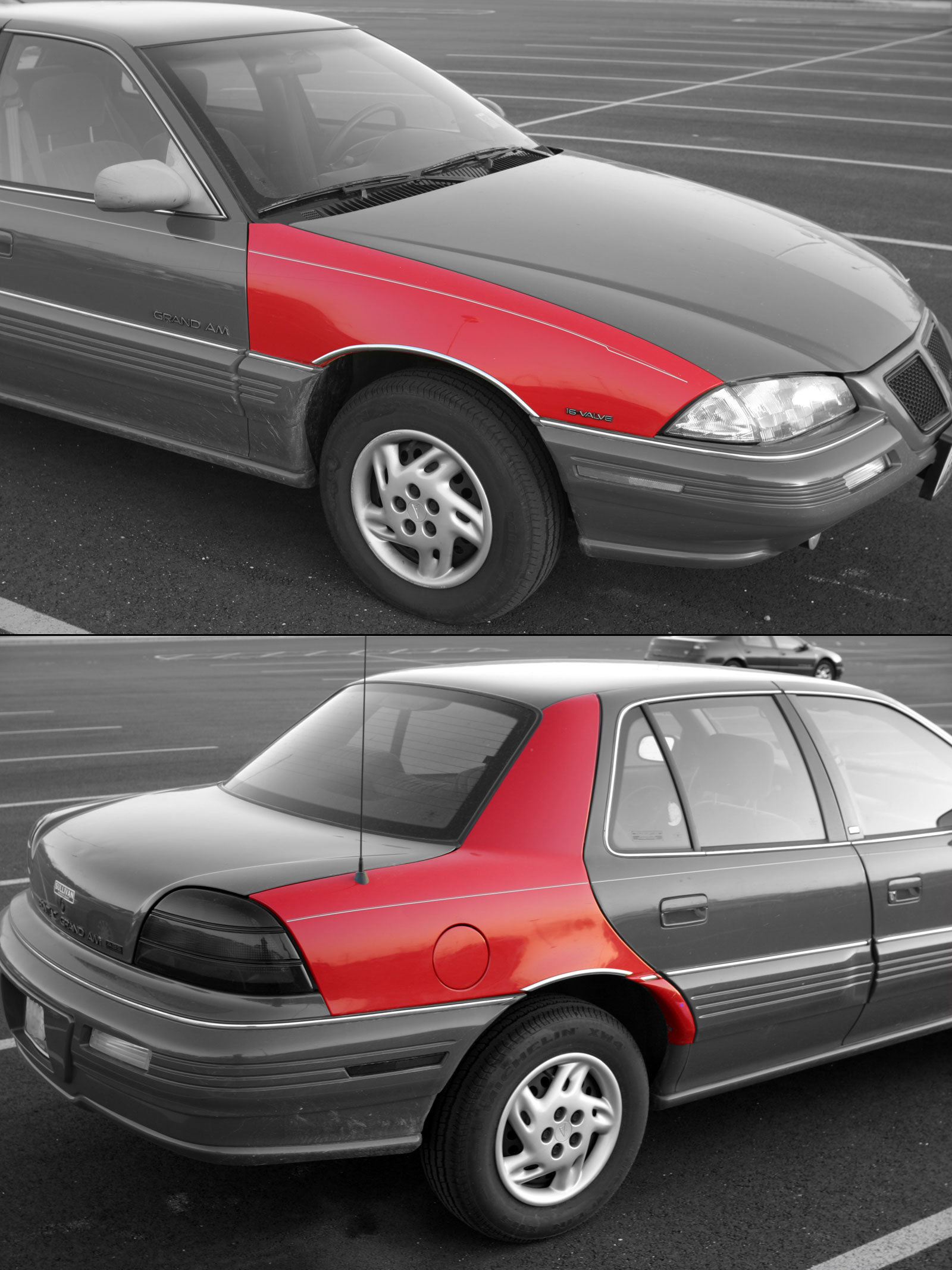
写真の赤い部分
上：フロント・クォーター・パネル
下：リア・クォーター・パネル
4ドアセダンでの例

クォーター・パネルまたはコーター・パネル (Quarter panel) とは、自動車の外装の一部を指す言葉であり、ドアとボンネット（イギリス英語であり、アメリカ英語ではフードと言う）に挟まれた箇所、および、ドアとトランクリッドに挟まれた箇所、いずれかまたは両方を指す用語。通常、フロントおよびリアのタイヤハウスを取り囲んでいるパネルである。フロント・クォーター・パネルはAピラーまで、リア・クォーター・パネルはCピラーまで含んでプレス成形されている場合もある。現代では、フロントのクォーター・パネルはフェンダーと一体になっていることが多い。
クォーター・パネルの素材は鋼板が一般的であるが、FRPや熱可塑性樹脂が用いられることもある。